# سيتو (لاعب كرة قدم إسباني)
سيتو (بالإسبانية: Sito Cruz)‏ (23 فبراير 1988 في إسبانيا - ) هو لاعب كرة قدم إسباني في مركز الدفاع. لعب مع نادي سالامانكا ونادي غيخيليو.